# 해병로
해병로(海兵路, Haebyeong-ro)는 대한민국 경상북도 포항시 남구 청림동에서 오천읍 문덕리를 거쳐 연결하는 도로이다.
2009년 3월 12일과 12월 1일 행정안전부에 고시된 도로명 주소 사업에 인해 해병로로 지정되었다.

## 노선 구간
- 삼거리 명칭 미상
  - 국도 제31호선 (동해안로)
- 삼거리 명칭 미상
  - 서원재로
    - 우방신세계타운
    - 구정초등학교
- 사거리 명칭 미상
  - 충무로
    - 영남타운
    - 제일신천지아파트
    - 신흥청실타운
    - 오천중학교
    - 오천고등학교
- 강변교

- 오천119안전센터

- 사거리 명칭 미상
  - 철강로
    - 문덕초등학교
    - 청호하이츠아파트
    - 오천천마타운
- 진입 끝

## 제한 속도
- 최고 60km/h

## 차로수
- 왕복 4차로